# Коренита (Лозница)
Коренита је насељено место града Лознице у Мачванском округу. Према попису из 2022. било је 2169 становника.
Центар села је на 13 километара од Лознице. У селу постоји дом културе, осмогодишња основна школа, пошта, здравствена амбуланта и фабрика воде ПМВ „Троноша вода”.
У атару села Коренита на петом километру од центра налази се средњовековни манастир Троноша, позната светиња у овом делу Србије.
У селу постоји и фудбалски клуб Слога, који се успешно такмичи у МОЛ Јадар. Овде се налазе „Троноша вода” и Етно село „Троношки вајати”.

## Галерија
- Капела са извором
- Зграда дома културе
- Зграда амбуланте
- Споменик НОБ-а
- Етно село
- ПМВ „Троноша вода”

## Демографија
У насељу Коренита живи 1834 пунолетних становника, а просечна старост становништва износи 45,44 година (44,40 код мушкараца и 46,51 код жена). У насељу има 728 домаћинства, а просечан број чланова по домаћинству је 2,97.
Ово насеље је великим делом насељено Србима (према попису из 2022. године).